# Dueré
Dueré este un oraș în Tocantins (TO), Brazilia.